# ماثيا غرافيدي
ماثيا غرافيدي (بالإيطالية: Mattia Graffiedi)‏ (26 مايو 1980 بتشيزيناتيكو في إيطاليا - ) هو لاعب كرة قدم إيطالي في مركز الهجوم. شارك مع منتخب إيطاليا تحت 18 سنة لكرة القدم ومنتخب إيطاليا تحت 20 سنة لكرة القدم. أما مع النوادي، فقد لعب مع إيه سي ميلان وفيورنتينا ونادي أنكونا ونادي بياتشينزا ونادي ترنانا ونادي تريستينا ونادي تشيزينا ونادي سيينا ونادي مودينا ونادي نابولي ونادي غوبيو ونادي غروسيتو وASD Victor San Marino ‏.